# Эвкалипт блестящий
Эвкалипт блестящий (лат. Eucalyptus nitens) — вечнозеленое дерево, вид рода Эвкалипт (Eucalyptus) семейства Миртовые (Myrtaceae).

## Распространение и экология
В природе ареал вида охватывает юго-восточную Австралию — горы восточной части южного плоскогорья Нового Южного Уэльса и восточную часть штата Виктория. Произрастает на влажных горных склонах на высоте 900—1000 м над уровнем моря.
Морозоустойчив; двухлетние растения выдержали понижении температуры в −7,5 °C, а шестилетние до −9,5 °C без повреждений; в Крыму (Никитский ботанический сад) четырёхлетние экземпляры при понижении температуры до −12 °C отмерзли до корня.
Растёт очень быстро, особенно на глубоких, богатых и умеренно влажных аллювиальных почвах; за 4,5 года в среднем достигает высоты в 12 м, при диаметре ствола в 13 см, а за 12 лет соответственно 20—25 м и 45—55 см. На оподзоленной почве за 4 года вырастает до 5—6, а отдельные экземпляры до высоты в 9 м при диаметре ствола соответственно 5—6 и 11 см. На почвах галечного типа и особенно на сухих глинистых склонах растёт хуже. В этих условиях вырастает невысокое дерево с тонкими и расщепленными стволами.
Выращивается на плантациях острова Тасмания вместе с другими быстрорастущими деревьями.

## Ботаническое описание
Дерево высотой до 90 м.
Кора гладкая, блестящая, за исключением основания ствола, где она грубая, опадающая полосами.
Молодые листья супротивные, в большом числе пар, сидячие или стеблеобъемлющие, от продолговатых до широко ланцетных, длиной 7—10 см, шириной 5—9 см, сизые; междоузлия молодых побегов четырёхгранные, с крыловидными выростами. Взрослые — очерёдные, блестящие, узко ланцетные или серповидные, длиной 10—30 см, шириной 1—2,5 см, черешковые.
Зонтики пазушные, 4—8-цветковые; цветонос цилиндрический или сплющенный длиной 7—10 мм; бутоны сидячие, цилиндрические или яйцевидные, длиной 10 мм, диаметром 5 мм, блестящие, угловатые, с конической крышечкой, которая короче трубки цветоложа; пыльники обратнояйцевидные, открываются параллельными щелями; железка на спинной стороне пыльника, большая, шаровидная.
Плоды сидячие, яйцевидные или бочонковидные, длиной 6 мм, диаметром 7 мм, блестящие, с двумя небольшими ребрышками или гладкие; диск маленький; створки маленькие, вдавленные.
На родине цветёт в январе — марте; на Черноморском побережье Кавказа — в апреле — мае.

## Значение и применение
Древесина светлая, прямослойная, твёрдая, тяжёлая, легко колется; используется в строительстве, для внутренней отделки помещений, на железнодорожные шпалы и другие изделия.

## Таксономия
Вид Эвкалипт блестящий входит в род Эвкалипт (Eucalyptus) подсемейства Миртовые (Myrtoideae) семейства Миртовые (Myrtaceae) порядка Миртоцветные (Myrtales).
|  |                                      |  |                                                             |                                                             |                    |  | ещё 13 семейств (согласно Системе APG II) | ещё 13 семейств (согласно Системе APG II)    |                                              |  |  |  | ещё 130 родов       | ещё 130 родов          |  |  |
|  |                                      |  |                                                             |                                                             |                    |  | ещё 13 семейств (согласно Системе APG II) | ещё 13 семейств (согласно Системе APG II)    |                                              |  |  |  | ещё 130 родов       | ещё 130 родов          |  |  |
|  |                                      |  |                                                             | порядок Миртоцветные                                        |                    |  |                                           |                                              | подсемейство Миртовые                        |  |  |  |                     | вид Эвкалипт блестящий |  |  |
|  |                                      |  |                                                             | порядок Миртоцветные                                        |                    |  |                                           |                                              | подсемейство Миртовые                        |  |  |  |                     | вид Эвкалипт блестящий |  |  |
|  | отдел Цветковые, или Покрытосеменные |  |                                                             |                                                             | семейство Миртовые |  |                                           |                                              | род Эвкалипт                                 |  |  |  |                     |                        |  |  |
|  | отдел Цветковые, или Покрытосеменные |  |                                                             |                                                             |                    |  |                                           |                                              |                                              |  |  |  |                     |                        |  |  |
|  |                                      |  | ещё 44 порядка цветковых растений (согласно Системе APG II) | ещё 44 порядка цветковых растений (согласно Системе APG II) |                    |  |                                           | ещё 1 подсемейство (согласно Системе APG II) | ещё 1 подсемейство (согласно Системе APG II) |  |  |  | ещё более 700 видов |                        |  |  |
|  |                                      |  |                                                             | ещё 44 порядка цветковых растений (согласно Системе APG II) |                    |  |                                           |                                              | ещё 1 подсемейство (согласно Системе APG II) |  |  |  |                     |                        |  |  |